# ГЕС Ла-Гранд-4
ГЕС Ла-Гранд-4 (фр. La Grande-4) — діюча гідроелектростанція на річці Ла-Гранд — Квебек, Канада. Споруджена в рамках проекту Затока Джеймс. Власник — Hydro-Québec.
Потужність — 2779 МВт, була введена в експлуатацію у 1984–1986 роках. 9 радіально-осьових гідроагрегати. Напір — 117 м утворюється кам'яно-накидною греблею, що утворює водосховище Ла-Гранд-4 площею 765 км².
Напівпідземна будівля ГЕС, вирубана в скелі.

## Ресурси Інтернету
- Centrale La Grande-4 — Base de données TOPOS de la Commission de la toponymie du Québec.
- Centrale La Grande-4[недоступне посилання з квітня 2019] — Site d'Hydro-Québec